# 謀大逆
謀大逆（むたいぎゃく、ぼうたいぎゃく、むだいぎゃく、ぼうだいぎゃく）は、中国と日本の律令制では、君主の宮殿・墳墓等の破壊を企む犯罪をいう。平安時代以降の日本で大逆は謀反（君主に対する殺傷）の意味で用いられることが多く、近代日本の大逆罪はもっぱら君主に対する殺傷になったが、本項目では律令制の大逆と謀大逆について説明する。

## 謀大逆の意味
謀大逆は、中国の律で十悪の第二、日本でも八虐の第二にあたる重大犯罪である。律の用語で謀は計画だけで実行に着手していない予備罪にあたり、準備段階が謀大逆、実行に踏み切ると大逆となる。律は十悪・八虐に列挙する際には謀大逆で代表させる。
漢代の大逆について大きく分類すると、①皇帝位の簒奪・廃立未遂（既遂になれば行為が正当化・合法化される）②皇帝の身体への危害③宗廟やその機器の破壊④皇帝への呪詛⑤皇帝または国家への悪口⑥皇太子やその他皇子への危害⑦敵国への帰順・内応などに分かれる。ただし、実際には時の政権の判断によって大逆の解釈が広げられる場合があり、前漢の郭解や後漢の孔融も拡大解釈によって大逆に当てはめられて処刑され、巫蠱の禍でも数万人規模の連座が出たと伝えられる。魏に入ると宗廟以外の宮殿や関連施設に対する破壊も対象として明確化され、国家に対する行為が謀反・謀叛として分離されるようになっていく。
養老律で謀大逆は、山陵および宮闕を毀とうとすることとある。唐では皇室の先祖をまつる宗廟の破壊も謀大逆となるが、日本の皇室は宗廟を置かないので、含めない。山陵の木や草を盗むのは大逆ではなく、木が杖100、草が杖70にあたる別の罪である。

## 量刑
日本律でも唐律でも、大逆は斬、謀大逆は絞で、方法が異なるがどちらも死刑である。大逆にだけ親族に刑が及ぶ縁座があり、謀大逆にはない。
日本律での縁座は、父と子（息子）が没官となり、祖父と兄弟は遠流になった。没官になった父子は、政府所有の賤民である官戸または官奴婢に落とされた。ただし、80以上の高齢者と、篤疾（重度の障害者）は縁座を免除された。本人の家人・資材・田宅は没官となった。
唐律は日本より縁座が厳しい。父と16歳以上の子が絞になり、母・女（娘）・妻妾・子の妻妾・祖孫、兄弟姉妹が没官である。男の80歳以上、女の60歳以上の高齢者、男の篤疾、女の廃疾（篤疾より軽い障害者）が没官を免除された。伯叔父、兄弟の子は流三千里になった。部曲、資財、田宅は没官である。
日本でも唐でも、本人と同居しない縁座者の資材・田宅は没収されず、高齢・篤疾などの縁座免除者が同居していれば、没収時に遺産分割に準じて留保分を確保した。

## 日本における適用
日本では律の制定後しばらくして謀反、大逆、謀叛が重大政治犯として混同され、区別がつかなくなった。他戸親王を皇太子から外して庶人にした宝亀3年（772年）5月27日の詔は、他戸の母で天皇を呪詛した井上内親王の行為を、「魘魅大逆」「謀反大逆」と呼んでおり、大逆には重大犯罪という程度の意味しかないようである。
大逆が処断された日本史上最大の事件は、貞観8年閏3月10日（866年4月28日）の応天門炎上に端を発した応天門の変である。犯人とされた伴善男ら5人の刑を、明法博士らは大逆の罪で斬にあたると述べたが、清和天皇が詔によって死一等を降し、9月22日に遠流にした。
元慶4年（880年）10月26日に、安倍吉岡を佐渡に流すことが決まった。吉岡は大逆を誣告して斬刑になるはずが、詔によって死一等を減じ遠流になった。